# كأس بلغاريا 1968–69
كأس بلغاريا 1968–69 (بالبلغارية: Купа на Съветската армия 1968/69)‏ هو موسم من كأس بلغاريا. أشرف على تنظيمه اتحاد بلغاريا لكرة القدم، وفاز فيه سسكا صوفيا.